# Europska prvenstva u softbolu za žene
Europska prvenstva u softbolu za žene održavaju svake druge godine u organizaciji Europske softbolske federacije (ESF).
Organizatori tj. domaćini prvenstava su ili gradovi ili neke od europskih država.

## Rezultati prvenstava
| Godina | Domaćin                                      | Zlato      | Srebro     | Bronca           |
| ------ | -------------------------------------------- | ---------- | ---------- | ---------------- |
| 2007.  | Amsterdam, Nizozemska                        | Italija    | Nizozemska | Rusija           |
| 2005.  | Prag, Češka                                  | Italija    | Grčka      | Nizozemska       |
| 2003.  | Caronno Pertusella, Italija Saronno, Italija | Italija    | Rusija     | Nizozemska       |
| 2001.  | Prag, Češka                                  | Italija    | Češka      | Nizozemska       |
| 1999.  | Antwerpen/Anvers, Belgija                    | Italija    | Češka      | Rusija           |
| 1997.  | Prag, Češka                                  | Italija    | Nizozemska | Češka            |
| 1995.  | Settimo Torinese, Italija                    | Italija    | Nizozemska | Češka            |
| 1992.  | Bussum, Nizozemska                           | Italija    | Nizozemska | Češka i Slovačka |
| 1990.  | Genova, Italija                              | Nizozemska | Belgija    | Italija          |
| 1988.  | Hørsholm, Danska                             | Nizozemska | Italija    | Švedska          |
| 1986.  | Antwerpen/Anvers, Belgija                    | Italija    | Nizozemska | Belgija          |
| 1984.  | Antwerpen/Anvers, Belgija                    | Nizozemska | Italija    | Belgija          |
| 1983.  | Parma, Italija                               | Nizozemska | Italija    | Belgija          |
| 1981.  | Haarlem, Nizozemska                          | Nizozemska | Italija    | Švedska          |
| 1979.  | Rovereto, Italija                            | Nizozemska | Italija    | Belgija          |

## Vječna ljestvica
(po stanju nakon europskog prvenstva 2007.)
Tablica osvajačica europskih odličja po državama.
| Država           | Zlato | Srebro | Bronca | Ukupno |
| ---------------- | ----- | ------ | ------ | ------ |
| Italija          | 9     | 5      | 1      | 15     |
| Nizozemska       | 6     | 5      | 3      | 14     |
| Češka            | 0     | 2      | 2      | 4      |
| Belgija          | 0     | 1      | 4      | 5      |
| Rusija           | 0     | 1      | 2      | 2      |
| Grčka            | 0     | 1      | 0      | 1      |
| Švedska          | 0     | 0      | 2      | 2      |
| Češka i Slovačka | 0     | 0      | 1      | 1      |

## Vanjske poveznice
- Europska softball federacija